# Hymenolepis clerci
Espèce
Synonymes
- Passerilepis clerci

Hymenolepis clerci est une espèce de cestodes de la famille des Hymenolepididae.